# 柳克俊
柳克俊（1933年—），男，江苏南京人，中国计算机、信息系统工程专家，中国人民解放军少将，中国计算机事业60年杰出贡献特别奖获得者。曾任中国系统工程学会常务理事。